# 丹·尼杜耶
丹·阿桑·尼杜耶（法語：Dan Assane Ndoye；2000年10月25日—）是一名瑞士職業足球員，司職前鋒或翼鋒，現效力英超球會諾定咸森林，並代表瑞士參加國際賽事。

## 球會生涯
尼杜耶於5歲時在FC La Côte Sports開始足球生涯，及後先後在洛桑体育轄下的地區隊和位於洛桑的球會青訓學院接受訓練。
2019年2月8日，尼杜耶在作客的瑞士挑戰聯賽比賽中上演職業生涯地標戰，他於比賽第71分鐘後備上陣。五日後，他在對陣克倫斯的3–2勝仗中射入職業生涯首個入球。
2020年1月27日，法甲球會尼斯宣布簽入尼杜耶，他將在餘下賽季被外借回洛桑体育。他在該賽季協助洛桑体育奪得聯賽冠軍。同年8月23日，他在對陣朗斯的比賽中首次為尼斯上陣，球隊以2–1勝出。同年11月5日，他在對陣布拉格斯拉維亞的歐霸盃小組賽賽事中射入加盟後首個入球，但未能阻止球隊以3–2落敗。
2021年8月31日，瑞士超球會巴素利宣布借入尼杜耶，為期一季，並設有買斷條款。同年9月12日，他在對陣盧加諾的1–1和局中上演地標戰。同月30日，他在主場對陣哈薩克球隊卡拉特的歐協聯比賽中首次為球隊入球，協助巴素利以4–2擊敗對手。
2022年2月4日，巴素利宣布啟動尼杜耶合約中的買斷條款，並與他簽下一紙為期四年半的合約。

### 博洛尼亞
2023年8月14日，意甲球會博洛尼亞宣布簽入尼杜耶。同月22日，他在對陣AC米蘭的意甲揭幕戰中上演地標戰，球隊以2–0被擊敗。同年12月20日，他在對陣國際米蘭的意大利盃十六強賽事中首次為球隊入球，於加時階段射入致勝一球，協助博洛尼亞以2–1擊敗對手，晉級半準決賽。

## 國家隊生涯
尼杜耶曾代表瑞士各級青年梯隊。2019年6月7日，他首次為瑞士U21上陣，球隊以2–1敗予斯洛文尼亞。
2022年9月24日，他在對陣西班牙的歐洲國家聯賽A賽事中上演國家隊地標戰。
2024年6月，尼杜耶入選瑞士的2024年歐洲足球錦標賽參賽名單。同月23日，他在對陣德國的歐國盃小組賽比賽中射入個人首個國家隊入球，瑞士最終以1–1賽和對手。

## 個人生活
尼杜耶出生於瑞士尼永，他的母親是瑞士人，父親是塞內加爾人。

## 球會生涯

### 球會
最後更新：2024年5月20日
| 效力球會       | 球季     | 聯賽     | 聯賽 | 聯賽 | 國家盃賽 | 國家盃賽 | 洲際賽事 | 洲際賽事 | 總計 | 總計 |
| 效力球會       | 球季     | 聯賽     | 上陣 | 入球 | 上陣     | 入球     | 上陣     | 入球     | 上陣 | 入球 |
| -------------- | -------- | -------- | ---- | ---- | -------- | -------- | -------- | -------- | ---- | ---- |
| 洛桑体育       | 2018–19  | 瑞士挑戰 | 15   | 6    | 0        | 0        | –        | –        | 15   | 6    |
| 洛桑体育       | 2019–20  | 瑞士挑戰 | 30   | 4    | 4        | 2        | –        | –        | 34   | 6    |
| 洛桑体育       | 總計     | 總計     | 45   | 10   | 4        | 2        | –        | –        | 49   | 12   |
| 尼斯           | 2020–21  | 法甲     | 28   | 1    | 1        | 0        | 5        | 2        | 34   | 3    |
| 尼斯           | 2021–22  | 法甲     | 3    | 0    | 0        | 0        | –        | –        | 3    | 0    |
| 尼斯           | 總計     | 總計     | 31   | 1    | 1        | 0        | 5        | 2        | 37   | 3    |
| 巴素利（外借） | 2021–22  | 瑞士超   | 29   | 2    | 2        | 0        | 8        | 2        | 39   | 4    |
| 巴素利         | 2022–23  | 瑞士超   | 32   | 4    | 3        | 2        | 19       | 1        | 54   | 7    |
| 巴素利         | 2023–24  | 瑞士超   | 2    | 1    | –        | –        | 2        | 0        | 4    | 1    |
| 巴素利         | 總計     | 總計     | 34   | 5    | 3        | 2        | 21       | 1        | 58   | 8    |
| 博洛尼亞       | 2023–24  | 意甲     | 32   | 1    | 2        | 1        | –        | –        | 34   | 2    |
| 生涯總計       | 生涯總計 | 生涯總計 | 171  | 19   | 12       | 5        | 34       | 5        | 217  | 29   |

1. ↑  於歐霸盃賽事上陣。
2. 1 2 3  於歐協聯賽事上陣。

### 國家隊
最後更新：2024年6月23日
| 代表國家隊 | 年份 | 上陣 | 入球 |
| ---------- | ---- | ---- | ---- |
| 瑞士       | 2022 | 1    | 0    |
| 瑞士       | 2023 | 6    | 0    |
| 瑞士       | 2024 | 7    | 1    |
| 總計       | 總計 | 14   | 1    |

| # | 日期          | 地點                   | 對手 | 入球比數 | 最終比數 | 賽事                 |
| - | ------------- | ---------------------- | ---- | -------- | -------- | -------------------- |
| 1 | 2024年6月23日 | 德國法蘭克福瓦爾德球場 | 德国 | 1–0      | 1–1      | 2024年歐洲足球錦標賽 |

所有比數左側代表瑞士，入球比數欄代表尼杜耶入球後場上的比數

## 榮譽

### 球會
洛桑体育
- 瑞士挑戰聯賽：2019–20（英语：2019–20 Swiss Challenge League）

### 個人
- 欧足联欧洲协会联赛最佳陣容：2022–23[24]

## 外部連結
- Soccerway資料庫：丹·尼杜耶